# Forçats contre espions
Pour plus de détails, voir Fiche technique et Distribution.
Forçats contre espions (Seven Miles from Alcatraz) est un film d'espionnage américain en noir et blanc réalisé par Edward Dmytryk, sorti en 1942.

## Synopsis
En 1941, après l'attaque de Pearl Harbor, les détenus d'Alcatraz craignent une attaque contre leur prison. Par désespoir, deux prisonniers tentent de s'échapper. Ils se retrouvent sur une petite île où se trouvent des espions nazis.

## Fiche technique
- Titre : Seven Miles from Alcatraz
- Réalisation : Edward Dmytryk
- Scénario : John D. Klorer et Joseph Krumgold
- Photographie : Robert De Grasse
- Montage : George Crone
- Société de production : RKO Pictures
- Pays d'origine : États-Unis
- Format : noir et blanc - 1,37:1 - son : Mono
- Genre : action, Film d'espionnage
- Durée : 62 min
- Dates de sortie :
  -  États-Unis : 18 novembre 1942 (première à New York City)
  -  États-Unis : 8 janvier 1943

## Distribution
- James Craig : Champ Larkin
- Bonita Granville : Anne Porter
- Frank Jenks : Jimbo
- Cliff Edwards : Stormy
- George Cleveland : le capitaine Porter
- Tala Birell : la barone
- John Banner : Fritz Weinermann